# Talaris
Das britische Unternehmen Talaris Ltd. produzierte verschiedene Produkte für den Umgang mit Bargeld. Abnehmer waren vor allem Banken, aber auch Casinos und Geschäfte.
Das Unternehmen beschäftigt weltweit 2100 Mitarbeiter in 30 Standorten. Im Geschäftsjahr 2009/2010 erreichte der Umsatz 305,6 Millionen Pfund, der operative Gewinn belief sich auf 57,8 Millionen Pfund. Nach eigenen Angaben war Talaris mit einem Marktanteil von 67 % Weltmarktführer. Chairman von Talaris war Paul Heiden, den Posten des CEO hatte Tim Robinson inne. In Deutschland agierte Talaris über die Vertriebs- und Service-Gesellschaft Talaris Cash Systems (Germany) GmbH in Neu-Isenburg.
Talaris wurde im Oktober 2012 von Glory, dem japanischen Marktführer für Geldbearbeitungslösungen gekauft. Talaris wurde im April 2013 mit dem internationalen Geschäft von Glory Ltd. verschmolzen und heißt seitdem Glory Global Solutions Ltd.

## Geschichte
Das Unternehmen entstand 2008, als im Zuge eines Management-Buyouts das Bargeldmanagement-Geschäft von De La Rue abgespalten wurde. Die Finanzierung erfolgte zum Großteil durch die Carlyle Group. Talaris hatte etwa vierzig Jahre Erfahrung mit Bargeldmanagement und circa 250 angemeldete Patente.

## Produkte
Für den Einsatz am Bankschalter stellte Talaris Cash Recycling Systeme, Geldzählmaschinen und verschiedene Tresore in verschiedenen Ausführungen her. Weiterhin wurden Geldautomaten und Geldausgabegeräte produziert. Außerdem hatte Talaris eine Software für Banken (CashInsight Assure) im Programm.